# Zihuatzio
Zihuatzio är en ort i Mexiko.   Den ligger i kommunen Turicato och delstaten Michoacán de Ocampo, i den södra delen av landet, 260 km väster om huvudstaden Mexico City. Zihuatzio ligger 2 219 meter över havet och antalet invånare är 350.
Terrängen runt Zihuatzio är huvudsakligen kuperad, men åt sydost är den bergig. Runt Zihuatzio är det ganska glesbefolkat, med 25 invånare per kvadratkilometer. Närmaste större samhälle är Tacámbaro de Codallos, 15,9 km nordost om Zihuatzio. I omgivningarna runt Zihuatzio växer huvudsakligen savannskog.